# Eugenio II de Toledo
Eugenio II de Toledo fue un obispo, escritor y santo de la Iglesia católica de la Hispania visigoda.

## Reseña biográfica
Nació en Toledo a finales del siglo VI, perteneciente a una familia noble. Siendo ya clérigo de la Iglesia toledana sintió la vocación al monacato (formas de vida comunitarias, solitarias como las de los eremitas y los anacoretas, propias de los monjes). Se fue a Zaragoza, quizás para evitar los riesgos de una carrera eclesiástica no deseada estando en este lugar completó su formación bajo la guía del obispo Braulio, quien lo nombró su archidiácono. El rey Chindasvinto ordenó su regreso a Toledo para suceder al obispo Eugenio (I) que acababa de morir (645). Aunque Braulio y el mismo Eugenio se opusieron, ganó la voluntad del rey, por lo tanto fue consagrado metropolita de Toledo durante el VII Concilio realizado en el 646 .

## Vida personal
El VII Concilio de Toledo fue presidido por Oroncio, metropolita de Mérida, en él  estuvieron presentes 30 obispos (cuatro metropolitas) y once representantes, en donde se promulgaron seis cánones de disciplina eclesiástica; posteriormente Eugenio presidió dos Concilios; el IX del 655 el X en el 656. En el primero firmaron las actas quince obispos (dos de provincia terraconense), seis abades, un delegado y cuatro nobles, sus 17 cánones hablan de la administración de los bienes eclesiásticos. En el segundo estuvieron presentes otros 16 obispos (dos metropolitas) y cinco representantes, se promulgaron siete cánones sobre la disciplina eclesiástica, se depuso a Potamio obispo de Braga por la acusación de fornicación y lo sustituyó Fructuoso de Dumio, por último se anuló el testamento de Recimiro de Dumio, siendo esto perjudicial para la Iglesia. 

### Otros afines
Después de su ardua labor, con un ánimo tímido y delicado, de salud enfermiza, alcanzó cotas muy altas de formación literaria. Fue un poeta bastante inspirado, se conservan de él un conjunto de poemas de diversos géneros en 102 partes: composiciones estrictamente literarias, epitafios y poemas didácticos de índole escolar. Para concluir, con los datos biográficos de este importante personaje consideremos que fue obispo de Toledo su tierra natal, durante doce años y murió a finales del 657.